# Josefine Bark
Josefine Maria Linnéa Bark, född 30 juli 1988 i Saltsjöbaden, är en svensk tyngdlyftare. Hon blev nordisk juniormästarinna i styrkelyft 2010 i 82,5 kilosklassen, nordisk seniormästarinna 2012 och svensk seniormästarinna i klassisk styrkelyft 2012 i 84-kilosklassen. Bark tävlar under 2012 för Sundbybergs TK men tidigare för Södra TK.

## Svensk juniorrekordhållare
Bark har svenska juniorrekordet i allting i klass 84: knäböj, bänkpress, marklyft, sammanlagt och enbart bänkpress.
I klassisk styrkelyft är hon istället rekordhållare i knäböj, enbart bänkpress och sammanlagt i sin viktklass.